# إدوين أوبيلس
إدوين أوبيلس (بالإنجليزية: Edwin Ubiles) مواليد 26 نوفمبر 1986 في بروكلين، نيويورك، هو لاعب كرة سلة أمريكي. بدأ مسيرته الاحترافية في سنة 2011. يحمل الرقم 50. يبلغ طوله 6 قدم 6 بوصة (2.0 م). حقق المركز الأول في دورة الألعاب الأمريكية 2011. لعب مع واشنطن ويزاردز وشوليه باسكت.

## الميداليات
| الميدالية | المسابقة                    |
| --------- | --------------------------- |
| ذهبية     | دورة الألعاب الأمريكية 2011 |

## روابط خارجية
- إدوين أوبيلس على موقع الاتحاد الدولي لكرة السلة (الإنجليزية)
- إدوين أوبيلس على موقع إن بي أي (الإنجليزية)
- إدوين أوبيلس على موقع سبورتس رفرنس (الإنجليزية)
- إدوين أوبيلس على موقع كرة السلة الأوروبية.كوم (الإنجليزية)
- إدوين أوبيلس على موقع كلية كرة السلة في سبورتس رفرنس.كوم (الإنجليزية)
- إدوين أوبيلس على موقع ريلجم (الإنجليزية)
- إدوين أوبيلس على موقع بروبوليرز (الإنجليزية)
- إدوين أوبيلس على موقع سبورتس رفرنس (الإنجليزية)
- إدوين أوبيلس على موقع سبورتس رفرنس (الإنجليزية)